# Alberto Pallavicini
Alberto Pallavicini da Dinastia Pallavicini, foi Marquês do Marquesado de Bodonitsa, estado cruzado na Grécia. Governou até 1311. Este Marquesado foi vassalo do Reino de Tessalónica e mais tarde vassalo do Principado de Acaia. Alberto Pallavicini foi antecedido no governo do Marquesado por Tomás Pallavicini. Foi seguido no governo por Maria Dalle Carceri, sua esposa.